# Лэмбтон, Фредерик, 4-й граф Дарем
Фредерик Уильям Лэмбтон, 4-й граф Дарем (англ. Frederick William Lambton, 4th Earl of Durham; 19 июня 1855 — 31 января 1929) — британский наследственный пэр и либеральный (либеральный юнионистский) политик.

## Молодость
Родился 19 июня 1855 года. Второй сын-близнец Джорджа Лэмбтона, 2-го графа Дарема (1828—1879), и его жены леди Беатрикс Фрэнсис Гамильтон (1835—1871), дочери Джеймса Гамильтона, 1-го герцога Аберкорна. Его дедом был государственный деятель и колониальный администратор Джон Лэмбтон, 1-й граф Дарем, а его прадедом был премьер-министр Чарльз Грей, 2-й граф Грей.
Он получил звание лейтенанта Колдстримской гвардии.

## Политическая карьера
Фредерик Лэмбтон был избран на парламентских выборах 1880 года членом парламента от Либеральной партии (МП) от Южного Дарема, и занимал это место до тех пор, пока округ не был упразднен на парламентских выборах 1885 года. Он не баллотировался в 1885 году, но присоединившись к либеральным юнионистам в 1885 году, он безуспешно балтировался от Бервик-апон-Твид в 1886 году, от Сандерленда в 1892 году и дополнительных выборах в юго-восточном Дареме в феврале 1898 года.
Он был возвращен в Палату общин после пятнадцатилетнего отсутствия на парламентских выборах 1900 года, когда он победил Джозефа Ричардсона, победителя либералов на дополнительных выборах 1898 года. Лэмбтон был переизбран без сопротивления в 1906 году, но уступил место с большим отрывом кандидату от либералов в январе 1910 года.
Лэмбтон унаследовал графство и место в Палате лордов от своего брата-близнеца Джона Лэмбтона, 3-го графа Дарема, 18 сентября 1928 года, когда последний умер, не оставив законных детей.

## Брак и дети
26 мая 1879 года Фредерик Лэмбтон женился на своей дальней родственнице Беатрикс Балтил (1859 — 27 апреля 1937), дочери Джона Балтила и Юфимии Эмили Парсонс. У них было шестеро детей:
- Леди Вайолет Лэмбтон (3 июля 1880 — 22 февраля 1976), в 1905 году вышла замуж за Джона Эгертона, 4-го графа Элсмира. Среди их семерых детей — Джон Эгертон, 6-й герцог Сазерленд.
- Леди Лилиан Лэмбтон (8 декабря 1881 — 26 сентября 1966), в 1902 году вышла замуж за Чарльза Дугласа-Хьюма, 13-го графа Хьюма. Среди их детей — премьер-министр Великобритании Алек Дуглас-Хьюм.
- Джон Фредерик Лэмбтон, 5-й граф Дарем (7 октября 1884 — 4 февраля 1970), старший сын и преемник отца.
- Достопочтенный Джеффри Лэмбтон (13 сентября 1887 — 1 сентября 1914), в 1914 году женился на Дороти Лейланд, от брака с которой у него была одна дочь.
- Достопочтенный Клод Лэмбтон (3 декабря 1888 — 7 сентября 1976), в 1916 году женился на Олив Элеоноре Локвуд, от которой у него была дочь.
- Леди Джоан Кэтрин Лэмбтон (21 сентября 1893 — 4 января 1967), в 1921 году вышла замуж за Хью Джойси, 3-го барона Джойси, от брака с которым у неё было двое детей.

## Смерть
Лорд Дарем умер 31 января 1929 года в возрасте 73 лет, удерживая титул графа всего 4 месяца, и ему наследовал этот титул его старший сын Джон.